# Mödling
Mödling er en by og kommune i det østlige Østrig, med et indbyggertal (pr. 2007) på cirka 21.000. Byen ligger i delstaten Niederösterreich, 14 kilometer syd for landets hovedstad Wien.
- Wikimedia Commons har flere filer relateret til Mödling